# Sistema de Detección y Localización de Descargas Atmosféricas
Los rayos de nube a tierra son la principal causa de transitorios, fallos y cortes en el sistema de transmisión y distribución de energía eléctrica en áreas propensas a descargas atmosféricas. Igualmente, los rayos son causantes de interferencia electromagnética que afecta los dispositivos electrónicos. Estos problemas han sido mejorados en cierta medida con el desarrollo de sistemas de localización de rayos (LLS): Dichos sistemas son capaces de determinar la localización, intensidad, y el movimiento de las tormentas eléctricas en tiempo real, así mismo puede ayudar a localizar daños causados por los rayos durante una tormenta eléctrica. El sistema de detección de rayos suministra información de interés para autoridades de tráfico aéreo, servicios meteorológicos, servicios forestales, minería y petróleo, áreas de investigación geofísica y aplicaciones forenses.
Colombia es un país ubicado en una de las zonas de mayor actividad eléctrica atmosférica del planeta, el trópico. Estudios experimentales muestran que la densidad promedio de ocurrencia de descarga eléctricas al año en el trópico es de aproximadamente de 60 a 80 rayos/km² al menos 5 veces mayor a lo detectado en zonas templadas. Estos estudios realizados bajo la hipótesis de la variación espacio temporal de los parámetros del rayo, comprueban experimentalmente que el nivel ceráuneo, la densidad de descargas a tierra y la corriente pico, medidas en Colombia y el trópico son en general mayores a lo detectado en otros lugares del mundo.
Por esta razón en Colombia se demanda un estudio particular de este fenómeno natural, bajo el diseño de una red de localización de rayos, donde los sensores antena dipolo como receptor del campo eléctrico y loop antena como receptor de campo magnético sean combinados en una sola antena, a diferencia de los sistemas presentes en el país que cuentan con estos sensores por separado. La combinación de dipolos magnéticos y eléctricos generan un acople electromagnético que modifica la impedancia de entrada del sistema. Además, al variar las dimensiones del receptor de campo magnético y su posición con respecto al dipolo eléctrico, es posible obtener una mejor adecuación de entrada en comparación con el dipolo eléctrico y, en consecuencia, un ancho de banda más grande.  Con este propósito, dicha antena debe ser diseñada, simulada y validada bajo el análisis del amplio espectro de frecuencias, en el cual es emitida la energía electromagnética irradiada por los rayos.

## Antecedentes
Las descargas atmosféricas se pueden dividir en dos categorías: las que golpean el suelo (nube-tierra) y las que no lo hacen (nube-nube). Ambos fenómenos irradian energía electromagnética en un amplio rango de frecuencias. La mayor parte de esta energía está contenida en impulsos de alta frecuencia que se caracterizan por los amplios tiempos de subida (40-60 ms) y duración en el dominio del tiempo. Estas emisiones pueden clasificarse dentro del espectro electromagnético como Very Low Frequency (VLF), Low Frequency (LF) y Very High Frequency (VHF)  debido a la distribución de energía producida por la descarga. En el momento en que se produce la descarga eléctrica ocasiona fuertes emisiones en la banda VHF, como consecuencia de la generación de canales de aire ionizado que permite la propagación de corriente de forma reiterativa y a gran velocidad.

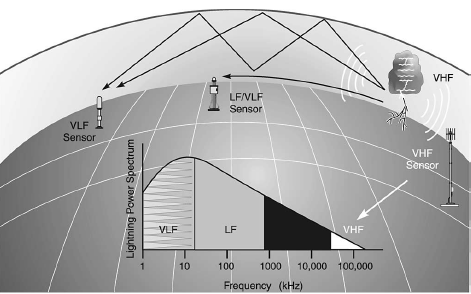
Técnicas de localización y frecuencias de operación [1

Una vez que el canal de aire ionizado se establece entre la nube y el suelo, se convierte en una ruta de menor resistencia, permitiendo mayor propagación de corriente desde la tierra a la nube. Este fenómeno es conocido como impactos de retorno (return strokes)  y es el que más intensidad luminosa posee, siendo una de las partes más notables de la descarga del rayo. Conjuntamente produce la mayor radiación de energía electromagnética dentro de las bandas VLF y LF. Al igual que las descargas nube-tierra, las descargas nube-nube producen decenas o cientos de pequeños pulsos con la mayor parte de su energía en el rango de LF. Dadas estas diferencias en la tasa y amplitud de la radiación electromagnética son implementadas diversas técnicas para la detección de los múltiples procesos que ocurren dentro de las descargas atmosféricas como se ilustra en la figura. Los impulsos transitorios con polarización vertical en el rango LF y VLF se propagan a lo largo de la superficie de la tierra, siendo utilizados para detectar y localizar impactos de retorno en descargas nube-tierra. Los sensores que operan en el rango de LF y VLF también son utilizados para detectar pulsos de gran intensidad producidos en las descargas nube-nube; estos sensores pueden detectar y localizar un rayo a grandes distancias ya que las señales de VLF pueden propagarse cientos de kilómetros, gracias a la reflexión en la ionosfera y la tierra.
Los sensores que operan en la banda VHF son sensibles a los procesos que ocurren tanto en la descarga nube-nube, como nube-tierra. Sin embargo dado que las señales de VHF tienden a ser limitadas por la línea de propagación (línea de vista), los sistemas de detección para dichas señales tienen un rango limitado. Por otro lado la propagación en línea de vista junto con el hecho que los impulsos a esta frecuencia son muy cortos, permite que las fuentes de VHF puedan ser modeladas como fuentes puntuales y situadas con precisión en dos o tres dimensiones.
Tanto las descargas nube-nube y nube-tierra (CG) son detectables en cualquiera de los espectros VHF o LF, teniendo en cuenta las diferencias que existen en la naturaleza de las señales para cada banda de frecuencia, así como en las técnicas de detección para cada tipo de señal.  Las técnicas más empleadas para este propósito son: Dirección de llegada basada en interferometria (DF) y Tiempo de Llegada (TOA).

## Métodos Electromagnéticos de Detección de Rayos

### Tiempo de Llegada (Time Of Arrival TOA)

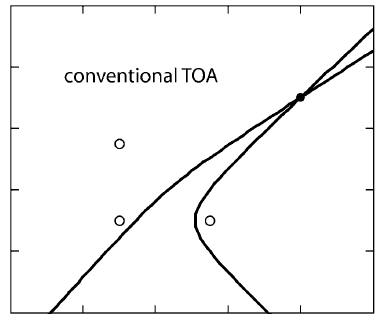
Técnica de localización TOA. La Diferencia de tiempo de llegada entre pares de antenas es ilustrado por una hiperbola. La intersección de las hiperbolas determina la localización de la fuente [1].

Time Of Arrival (TOA) es una técnica de detección de rayos basada en la medición de los tiempos de llegada de las emisiones provenientes de la fuente electromagnética en un número determinado de sensores ubicados en diferentes lugares. El método de localización de las fuentes de emisión se basa en diferencias en el tiempo de llegada entre pares de antenas. Lo anterior, a causa de la propagación de las señales VHF a lo largo de una línea de visión directa entre el emisor y la antena. Esta técnica de localización es intrínsecamente tridimensional. La figura muestra una representación bidimensional de esta técnica de localización.
La mayor dificultad presente en esta técnica reside en la identificación coherente y correlación de los numerosos impulsos presentes entre los diversos sensores del sistema de detección. Debido a que las emisiones pueden estar separadas por un período eventualmente más corto que la distancia entre los sensores (distancia línea de base). Por lo tanto la secuencia de impulsos puede no llegar a cada sensor en el mismo orden, complejizando el proceso de identificación. La solución estándar es utilizar líneas de base relativamente cortos para minimizar este efecto, requiriendo una cantidad significativa de información redundante para determinar la ubicación de la fuente de emisión (6 o más mediciones, para determinar 3 coordenadas espaciales y el tiempo). En términos prácticos, las líneas de base típica son de unos 30 km de largo y prevén resolución inequívoca de emisiones separadas por al menos 100 us.

### Dirección de Llegada Basada en Interferometria

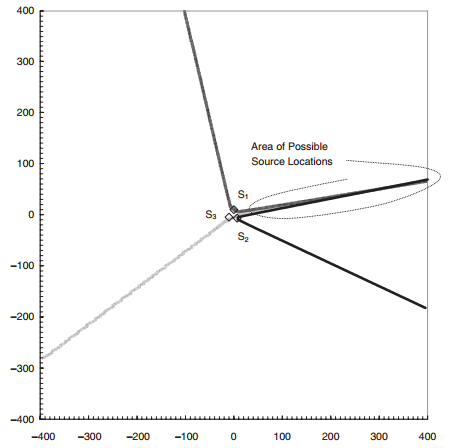
Interferometria. La distancia entre las antenas se hace muy pequeña, la intersección entre las hipérbolas tiende a una línea recta correspondiente a la dirección de la fuente [5].

Interferometria en la banda VHF es una técnica de detección basada en la medida de las diferencias de tiempo entre pares de antenas, pero con una distancia entre las antenas del orden de magnitud de una longitud de onda. En ese caso, la desigualdad de tiempo puede determinarse como una diferencia de fase y así, el sistema aprovecha la repetitividad temporal de la señal con el fin de integrar un gran número de pulsos, logrando una mayor precisión en la medición. De este modo, la única suposición es que la fuente no cambia de dirección aparente a lo largo del tiempo de integración.
La figura ilustra una representación de esta técnica de localización, donde las hipérbolas tendrán una de sus ramas paralelas entre sí, dando así acceso a la dirección de la fuente de la radiación. La diferencia máxima de tiempo para este sistema será de aproximadamente 3 nanosegundos ya que los sensores son más cercanos entre sí logrando una precisión angular de aproximadamente un grado.

#### Principio de Interferometria
La interferometría consiste en determinar la dirección de la fuente de radiación con una combinación de medidas de fase en un ancho de banda angosto. La antena se compone de una matriz de dipolos de VHF y está conectado a un receptor que es capaz de determinar las diferencias de fase en un amplio rango dinámico. La diferencia de fase se obtiene mezclando las señales provenientes de varias antenas, ya sea juntas o con un oscilador local, para luego ser integradas en el dominio del tiempo. El paso final consiste en el procesamiento de las diferencias de fase con el fin de obtener un azimut de una red bidimensional (2D), o azimut y elevación de una red tridimensional (3D) de la fuente que produce la radiación. El procesador central recibe la información de varios sensores y localizar cada evento de forma individual por triangulación.
En el caso de la detección de la descarga atmosférica es difícil hablar de un interferómetro como tal, pues se trata de una sola fuente de radiación. Por definición, la interferometría consiste en la observación de las interferencias creadas por varias fuentes coherentes. Pero la forma en que la fuente de radiación es observada desde varios puntos se combina para producir información angular de la fuente estudiada.
La diferencia fundamental entre estas dos técnicas de localización reside en la dependencia de las mediciones entre los distintos sensores. Cada sensor TOA identifica una característica única de la señal con el fin de proporcionar tiempos de llegada precisos, tal característica debe ser vista en común entre varios sensores que se encuentran considerablemente espaciados. Por otra parte, un sensor interferométrico (una matriz estrechamente espaciada de antenas) proporciona una medición de ángulo único desde una ubicación. Las señales detectadas simultáneamente por estas antenas pueden ser asumidas como idénticas, aparte de las diferencias en su hora de llegada o fase, para una señal de banda estrecha. Por lo tanto, un interferómetro no requiere alguna forma específica de la señal, y puede integrar las señales de llegada sobre intervalos largos de tiempo. Lo cual posibilita un funcionamiento propicio de la interferometria en señales similares al ruido.

## Software-defined radio (SDR)
Software Defined Radio (SDR) es un sistema de comunicación por radio, donde los componentes que se han implementado son hardware (por ejemplo, mezcladores, filtros, amplificadores, moduladores / demoduladores, detectores, etc.) siendo manipulados a través de software en un ordenador personal o en un sistema embebido. Mientras que el concepto de SDR no es nuevo, las capacidades de la rápida evolución de la electrónica digital hacen prácticos muchos procesos que antes eran sólo teóricamente posible.

### Concepto
El esquema de receptor ideal concedido como la conexión de un convertidor análogo-digital a una antena. Un procesador de señal digital leería el ADC, y entonces su software se encargaría de transformar el flujo de datos desde el convertidor a cualquier otra forma requerida por la aplicación.
Un transmisor ideal sería similar. Un procesador de señal digital generaría una serie de números. Estos serían enviados a un convertidor de digital-analógico conectado a una antena de radio.
El esquema ideal no es completamente realizable debido a los límites reales de la tecnología. El principal problema en ambas direcciones es la dificultad de conversión entre el digital y los dominios analógicos a la alta tasa suficiente y una alta precisión suficiente, al mismo tiempo, y sin depender de los procesos físicos como la interferencia y la resonancia electromagnética para asistencia.

### Arquitectura del Receptor

SDR et WF

La mayoría de los receptores utilizan un oscilador de frecuencia variable, un mezclador, y un filtro para sintonizar la señal deseada a una frecuencia intermedia común o de banda base, donde es entonces muestreada por el convertidor de análogo-digital. Sin embargo, en algunas aplicaciones no es necesario para sintonizar la señal a una frecuencia intermedia y la señal de radiofrecuencia se muestrea directamente por el convertidor análogo-digital (después de la amplificación).
Los convertidores análogo-digital carecen de un rango dinámico para muestrear sub - microvoltio, señales de radio en nanovatios de potencia. Por lo tanto, un amplificador de bajo ruido debe preceder a la etapa de conversión y este dispositivo presenta sus propios problemas. Por ejemplo, si están presentes señales espurias (lo cual es típico), éstas compiten con las señales deseadas dentro del rango dinámico del amplificador. Se pueden introducir distorsiones en las señales deseadas, o pueden bloquear por completo. La solución estándar es poner filtros pasa banda entre la antena y el amplificador, pero estos reducen la flexibilidad del sistema. Los radios de software real a menudo tienen dos o tres filtros de canal analógico con diferentes anchos de banda.

## Universal Software Radio Peripheral (USRP)
Universal Software Radio Peripheral (USRP) es una gama de Software-defined radio (SDR) diseñados y vendidos por Ettus Investigación y su empresa matriz, National Instruments. Desarrollado por un equipo dirigido por Matt Ettus, la familia de productos USRP pretende ser una plataforma de hardware relativamente barato para la radio software, y es comúnmente utilizado por los laboratorios de investigación, las universidades y los aficionados.
La mayoría de USRP se conectan a un ordenador central a través de un enlace de alta velocidad, el software basado en host es utilizado para controlar el hardware USRP y la transmisión / recepción de datos. Algunos modelos USRP también integran la funcionalidad general de un equipo host con un procesador embebido que permite que el dispositivo USRP para operar de manera independiente.
La familia USRP fue diseñado para la accesibilidad, y muchos de los productos son hardware de código abierto. Los esquemáticos para algunos modelos USRP están disponibles gratuitamente para su descarga; todos los productos USRP se controlan con UHD de código abierto. El USRP es utilizado comúnmente con el paquete de software GNU Radio para crear sistemas de radio definidos por software complejos.

### Diseño

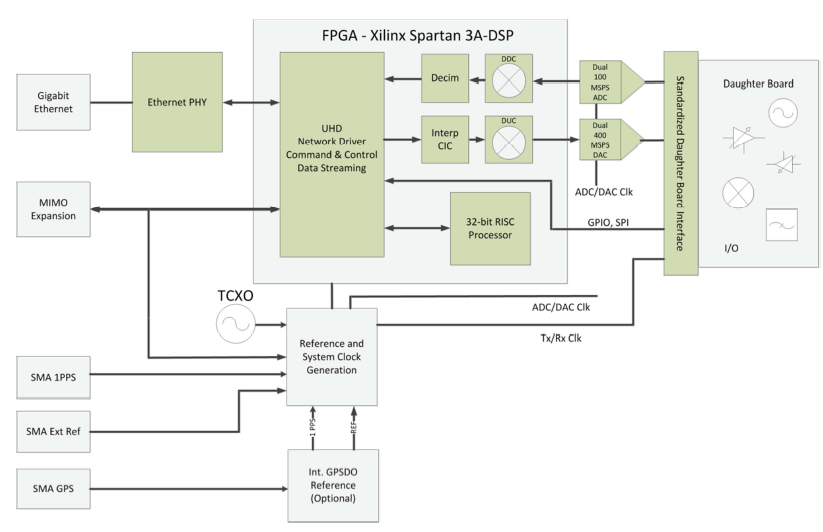
Diagrama de bloque N210

La familia de productos USRP incluye una variedad de modelos que utilizan una arquitectura similar. Una placa base proporciona los siguientes subsistemas: generación de reloj y de sincronización, FPGA, ADC, DAC, la interfaz de procesador central y regulación de potencia. Estos son los componentes básicos que se requieren para el procesamiento de banda base de señales. Un front-end modular, placa hija, se utiliza para las operaciones analógicas, conversión, filtrado, y otras condiciones de la señal. Esta modularidad permite el uso del USRP para aplicaciones que operan entre DC y 6 GHz.
En la configuración de las acciones de la FPGA realiza varias operaciones de DSP, que proporcionan en última instancia, traducción de señales reales en el dominio analógico a tasa más baja, señales de banda base, complejos en el dominio digital. En la mayoría de casos de uso, estas muestras complejas se transfieren a las aplicaciones que se ejecutan en un procesador central, que realizan operaciones de DSP. El código de la FPGA es de código abierto y se puede modificar para permitir las operaciones de alta velocidad, baja latencia producidas en la FPGA.

### USRP N210
- A Xilinx Spartan-3A DSP 3400 FPGA
- Gigabit Ethernet interface

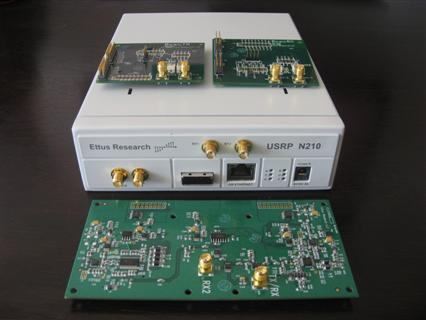
USRP N210

- Dual 100 MS/s, 14-bit, analog-to-digital converter
- Dual 400 MS/s, 16-bit, digital-to-analog converter
- Flexible Clocking and Synchronization
  - External Inputs for 10 MHz and 1 PPS signals (SMA)
  - Optional GPS Disciplined Oscillator
  - Ettus Research MIMO Cable that can be used to synchronize two USRP devices (sold separately)
  - Support for timed commands and LO alignment with the SBX daughterboard

## Loop Antenna

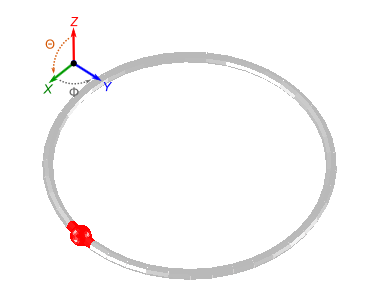
Loop Antenna

Loop Antenna es una antena de radio que consta de un bucle (bucles) de alambre, tubos, u otro conductor eléctrico con sus extremos conectados a una línea de transmisión equilibrada. Dentro de esta descripción física hay dos diseños de antena muy distintas: el lazo pequeño (bucle magnético) con un tamaño mucho más pequeño que una longitud de onda, y la antena de bucle resonante con una circunferencia aproximadamente igual a la longitud de onda.
Small loops tienen una eficiencia pobre y se utilizan principalmente como antenas receptoras en bajas frecuencias. Estas antenas también se utilizan para "Radio Direction Finding". En radio aficonada, también son utilizadas para bajo perfil operativo donde antenas más grandes serían un inconveniente.
Una antena de lazo pequeño, también conocido como un bucle magnético, en general, tiene una circunferencia de menos de un décimo de una longitud de onda, en cuyo caso habrá una distribución de corriente relativamente constante a lo largo del conductor. A medida que aumenta la frecuencia o el tamaño, una onda estacionaria comienza a desarrollarse en la corriente, y la antena comienza a adquirir algunas de las características de un bucle resonante.
Antenas de bucle resonantes son relativamente grandes, que se rige por la longitud de onda deseada de operación. Así que se utilizan normalmente en las frecuencias más altas, especialmente en VHF y UHF, donde su tamaño es manejable. Pueden ser visto como un dipolo plegado (Folded dipole), y tienen características bastante similares, tales como una alta eficiencia de radiación.

### Operación

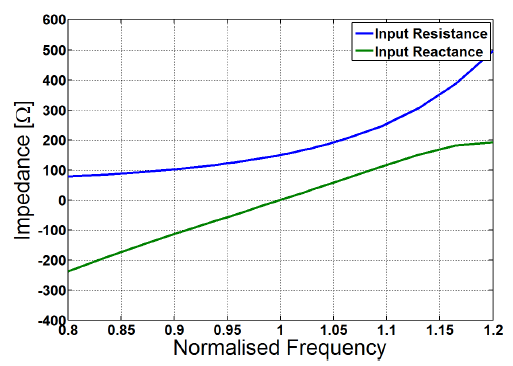
Impedancia típica de entrada

La distribución de corriente en el loop de una longitud de onda es sinusoidal. En el punto de alimentación y a mitad del perímetro de la antena loop es considerado como un cortocircuito virtual, donde la corriente alcanza un máximo. La corriente viaja desde el punto A en el loop hasta el punto B. La corriente en B no puede estar en fase con la corriente en A; y el campo magnético en B que surge desde el elemento en A no puede estar en fase con cualquiera. La velocidad de variación del campo magnético induce un campo eléctrico que puede ser aproximadamente 90 grados fuera de fase con la corriente en B. Si hay un componente en fase, que representa la transferencia de energía, lo que resulta ser una contribución a la energía radiada por la antena.

### Características de Impedancia
La impedancia de entrada se mantiene relativamente constante en aproximadamente 150Ω, logrando un ancho de banda de rendimiento del 15 % aproximadamente.